# The Mr. Men Show
The Mr. Men Show (Portugal: O Super Apresentador) é uma série de desenho animado britânica-estadunidense baseada nos livros originais Mr. Men and Little Miss criada nos anos 70, 80 e 90 pelo britânico Roger Hargreaves e seu filho Adam Hargreaves. Foi produzida pelo nova-iorquino Renegade Animation e pelo londrino-californiano Chorion. A série se estreou de aires a as 9:30 a.m. ET/PT tempo em 16 de fevereiro de 2008 em Cartoon Network nos Estados Unidos.
Desenvolvida por Kate Boutilier e Eryk Casemiro (também produtores executivos), a série é baseada na série de livros infantis clássicos Mr. Men and Little Miss, escrita por Roger Hargreaves. A direção foi de Mark Risley e Darrel Van Citters, com storyboard de Mike Hollingsworth. A trilha sonora original foi composta por Jared Faber.
Adaptada do material de origem publicado em um programa de variedades da televisão, The Mr. Men Show teve como características: esquetes (principalmente), pantomimas, danças e vídeoclipes.
Em Portugal, a série foi exibida pela RTP2 e pela RTP1, mas não é transmitido no Brasil.

## Enredo
Baseado na série de livros infantis clássicos Mr. Men and Little Miss, o programa acontece na cidade de Dillydale. O programa gira em torno dos personagens dos livros (apesar de alguns serem feitos para o programa) e suas aventuras. Ao contrário dos livros (que contou com personagens como Mr. Tickle, Mr. Brave, Mr. Happy, Little Miss Bossy, e a Little Miss Sunshine como personagens principais), a maioria dos episódios não são baseados nos livros mais sim novas histórias de fato. Existem também várias mudanças no programa.

## Dobragem portuguesa
- Tradução: Isabel Martins
- Direcção musical: Carlos Sanches
- Cantor: Diogo Tomás
- Técnico de som: Pedro Gois
- Direcção de dobragem: José Manuel Tocha
- Interpretação: Luís Barros, Mário Bomba, Rogério Jacques, Sofia Brito, Susana João e Quimbé.
- Produção: António França
- RTP Produção executada por: Estúdios DIGITAL AZUL[1]